# Moby-Dick (opéra)
Pour les articles homonymes, voir Moby Dick (homonymie).

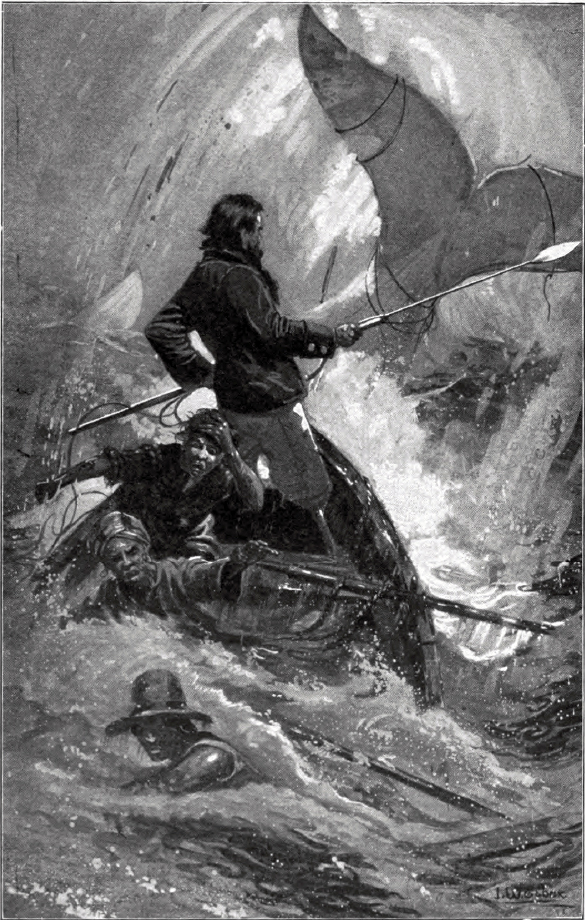
Illustration de la chasse final de Moby-Dick.

Moby-Dick est un opéra en deux actes de Jake Heggie sur un livret en anglais de Gene Scheer, tiré du roman de Herman Melville, Moby-Dick. La première a eu lieu à l'opéra de Dallas le 30 avril 2010. Moby-Dick a été commandé par l'opéra de Dallas pour commémorer la saison inaugurale de la Winspear Opera House, conjointement avec le San Francisco Opera, l'opéra de San Diego, le State Opera of South Australia et l'opéra de Calgary qui ont chacun coproduit cet opéra.

## Distribution de la première
- Ahab	Ben Heppner
- Greenhorn	Stephen Costello
- Starbuck	Morgan Smith
- Queequeg	Jonathan Lemalu
- Pip 	Talise Trevigne
- Stubb	Robert Orth
- Flask	Matthew O’Neill
- Gardiner	Jonathan Beyer
- The Dallas Opera Orchestra and Men of the Chorus

Orchestration : 3 flûtes, 3 haut-bois, 3 clarinettes, 3 bassons, 4 cors, 3 trompettes, 2 trombones, 1 trombone basse, 2 percussions, 1 timbale, une harpe et les cordes.

## Productions
1. The Dallas Opera (avril 2010)
2. State Opera of South Australia (août-septembre 2011)
3. Calgary Opera (janvier 2012)
4. Opéra de San Diego (février 2012)
5. San Francisco Opera (octobre 2012).